# Łuka (województwo warmińsko-mazurskie)
Łuka (niem. Lucka, w latach 1938–1945 Luckau (Ostpr.)) – wieś w Polsce położona w województwie warmińsko-mazurskim, w powiecie szczycieńskim, w gminie Rozogi, znajdująca się między wsiami Księży Lasek oraz Lipowiec, nad strumykiem Trybówka. W latach 1975–1998 miejscowość administracyjnie należała do województwa ostrołęckiego.
Wieś mazurska z zachowanymi, tradycyjnymi budynkami drewnianymi. We wsi jest kilka dużych gospodarstw i firm stolarskich.

## Historia
Wieś wymieniana w dokumentach już w 1760 r., zasiedlona w ramach osadnictwa szkatułowego w 1787 r. W 1938 r., w ramach akcji germanizacyjnej, zmieniono urzędową nazwę wsi na Luckau.